# Angraecum podochiloides
Angraecum podochiloides är en orkidéart som beskrevs av Rudolf Schlechter. Angraecum podochiloides ingår i släktet Angraecum och familjen orkidéer. Inga underarter finns listade i Catalogue of Life.